# Ирмень (река)
Ирмень — река в Новосибирской области России. Устье реки находится в 3043 по левому берегу реки Обь (Новосибирское водохранилище). Длина реки составляет 41 км, площадь водосборного бассейна 577 км².
В 7 км от устья по левому берегу впадает река Малый Ирмень.
Название предположительно можно соотнести с тюркским ирмен — «трава, очень полезная для корма лошадей».

## Притоки
- Малый Ирмень[4] (левый)
- Топкий[4] (левый)
- Шубинка[4] (правый)

## Данные водного реестра
По данным государственного водного реестра России относится к Верхнеобскому бассейновому округу, водохозяйственный участок реки — Обь от города Барнаул до Новосибирского гидроузла, без реки Чумыш, речной подбассейн реки — бассейны притоков (Верхней) Оби до впадения Томи. Речной бассейн реки — (Верхняя) Обь до впадения Иртыша.